# Roka za steno
Branko Rozman je misterij Roka za steno ustvaril leta 1957 v Buenos Airesu.

## Osebe
- Neznanec
- Tajnica
- Žena
- Mož
- Dekle
- Fant
- V prizoru na odru: 
  - Recitator
  - Marijin Glas
  - Jezusov Glas
- Nema skupina na odru: 
  - Starec
  - Otroka
  - Dekle

Godi se v naših dneh.

## Povzetek
Neznanec s pomočjo Tajnice organizira srečanje, udeležencem bi rad posredoval »misel, ki ni iz njega« in ki rešuje pred obupom. Obup je splošno stanje današnjega sveta, stojimo pred črno steno, treba je predreti skoznjo, treba je najti luč, roko za steno, sicer bomo propadli, tako svet kot naša skupnost. Spoznati moramo, da nismo sami, da nismo plen demoničnih sil ali igra naključja, za steno nas spremlja nevidna roka, ki je izraz ljubezni.
Prvi se oglasi Fant, ki ne vidi roke za steno, v dokaz pove svojo zgodbo. Preganjajo ga strašne podobe: tovariši, ki so podli v boju, Vetrinje, vrnitev, brezno, kri, smrt ... Hotel je na vse pozabiti kot mnogi, katerih otroci že ne znajo več slovensko. Vse sama groza: življenje njega, njegovih tovarišev, slovenske skupnosti v tujini - kje je tu roka za steno?
Za Fantom se oglasi Žena, pove jim o pismu prijateljice iz domovine: ker je dala zavetje znancu svojega moža, ki se je rešil iz smrtnega brezna, so jo zaprli. Kljub hudim pritiskom ni priznala nič, končno so jo izpustili. Toda otroci so se ji medtem odtujili, čuti se kriva, opazovana, muči se že deset let, boji se, da bo zblaznela ... Žena ji je napisala tolažilno pismo, ki pa se ji zdi smešno in zastonj, saj ob tolikšnem obupu umolkne vsaka tolažba.
Tudi Mož ne more drugega kot večati obup: njegov zakon je bil nedopovedljivo srečen, malo pred rojstvom drugega otroka je moral kot domobranec čez mejo. Odsotnost se je podaljšala v leta, hrepenel je in držal prisego, odrekel se je celo družbi lastne matere in jo poslal v domovino, da bi bila ženi v pomoč - mati pa mu je pisala, da je žena noseča. Zdaj so dnevi črni, njegovega življenja je konec, čeprav bi vse pozabil, jo objel ...
Oglasi se še Dekle: prvega fanta je ubila z brezbrižnostjo, ni mu rekla besede, ko so ga iz Vetrinja poslali v »ltalijo«. Drugi fant je ubil njo, zapustil jo je in postal duhovnik. Zdaj živi s tretjim, ki je zapustil ženo in otroke v domovini. Vendar je to življenje po smrti, edino, kar ostaja, je uživanje trenutka.
Neznanec v vseh zgodbah pokaze na skrito jedro: obup je odplačevanje greha, lastnega ali tujega, odplačujemo za nazaj in za naprej, kajti rešujemo se le z reševanjem drugih. Če vsi štirje (in vsi, ki jih njihove zgodbe zastopajo) še živijo, živijo zato, ker jim pomaga roka za steno. Ko hočejo udeleženci zvedeti kaj več o tem, jim Neznanec pove svojo zgodbo: ženo in hčerko mu je ubila bomba, preklinjal je Boga, ga tajil, bil na tem, da se ubije ... potem pa ga je presvetlil stavek: »Ona pa je vstala in hitro šla v gore, v mesto na Judovem.« Ona nas zmeraj obiskuje, le tako skromna je in ponižna, da je ne prepoznamo.
Stena se razpre, pokaze se Marija, pred njo klečeči verniki. Ves slovenski prostor in čas sta polna Marije, ona hodi z nami tudi teh zadnjih deset let, zato slovenski rod ne bo preminil do konca dni. Udeležencem se zjasni, da so imele njihove muke smisel, dozoreli so v očiščenje in spoznanje. Neznanec izgine, izpolnil je bil svojo nalogo, jim pa pusti naročilo: iskanje roke za steno, pričevanje o njej vsem, ki blodijo v temi, upanje vanjo. Ona jih bo vodila, da bo vsak dospel, kamor mu je 
dospeti.